# Kapuzinerkirche (Bozen)

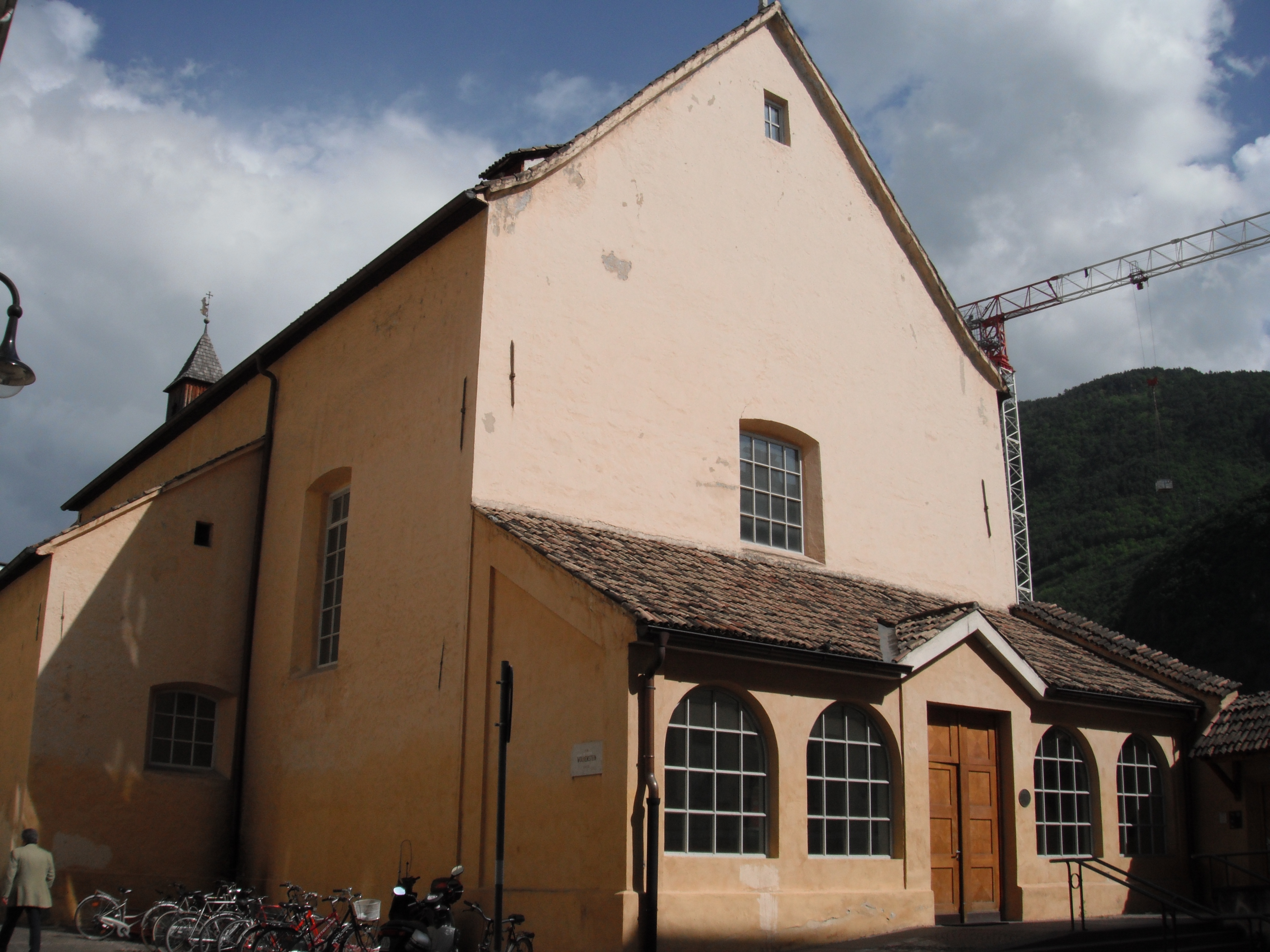
Die Kapuzinerkirche in Bozen

Die Kapuzinerkirche in Bozen ist dem hl. Antonius von Padua geweiht. Zusammen mit dem Kapuzinerkloster befindet sie sich in der Wolkensteinstraße 1 im Stadtteil Zentrum-Bozner Boden-Rentsch.

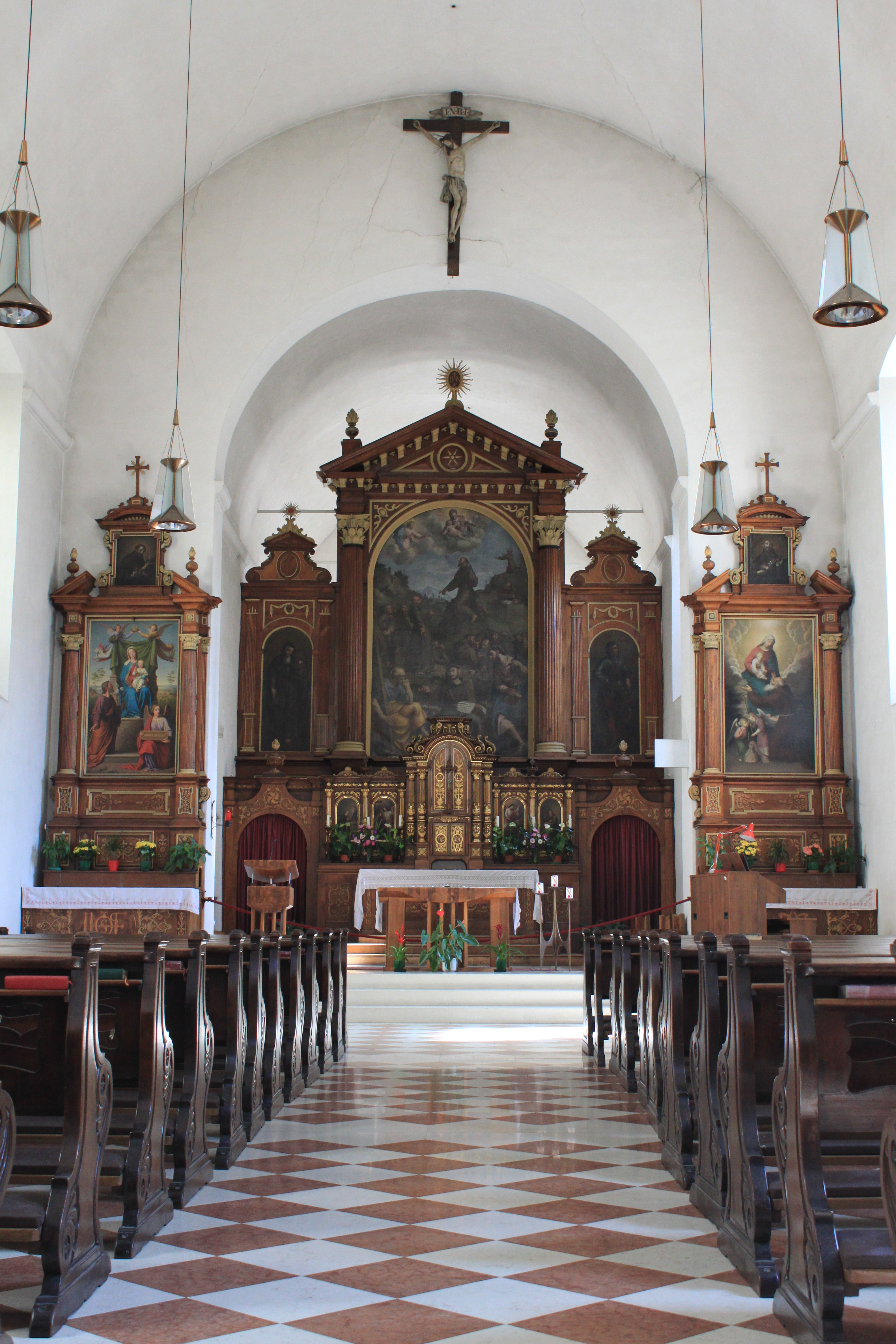
Innenraum mit Hochaltar

## Geschichte
An der Stelle des heutigen Kapuzinerklosters befand sich ursprünglich mit Burg Wendelstein die bereits 1242 erwähnte Bozener Stadtburg der Grafen von Tirol. 1599 begann Freiherr Markus von Wolkenstein mit dem Bau des Klosters, das sein Bruder Engelhart Dietrich von Wolkenstein dann vollendete. 1603 wurde die Kirche von Weihbischof Simeon Feuerstein konsekriert. Damit war das Bozener Kloster der erste Kapuzinerkonvent in Südtirol. 1673 erfolgte eine Erweiterung des Klosters, 1678 auch der Kirche.
Nachdem Bozen 1810 an das Königreich Italien gefallen war, wurde das Kloster von der italienischen Regierung aufgehoben. Schon 1816 erwarb das Edelfräulein Katharina von Hepperger das ehemalige Kloster und übergab es „zum immerwährenden Gebrauch“ wieder dem Kapuzinerorden. Nach dem Ersten Weltkrieg und der Trennung Südtirols von Österreich erzwang der faschistische Staat die Loslösung der Südtiroler Ordensprovinz von Nordtirol. Im Zweiten Weltkrieg erlitt das Kloster schwere Schäden, die 1946/47 wieder beseitigt werden konnten.
Im Jahre 1990 gab der Orden zwei Drittel des Klostergebäudes und den Garten an die Südtiroler Landesverwaltung, die dort die Landesfachschule für Sozialberufe „Hannah Arendt“ durch erhebliche Umbaumaßnahmen einrichtete und den anliegenden Park für die Allgemeinheit zugänglich machte. Das restliche Kloster und die Kirche wurden renoviert. Seit 2011 ist die Ordensprovinz Südtirol wieder mit Österreich vereinigt. Zukünftig plant der Orden die Übergabe des Gebäudes an den Vinzenzverein Südtirol und will nur mehr eine Kaplanei am Standort behalten.

## Baubeschreibung
Die schlichte einschiffige Klosterkirche an der Ecke der Wolkensteinstraße und der Kapuzinergasse besitzt eine Vorhalle mit einem geraden Chorschluss. Der Hochaltar stammt von dem Veroneser Maler Felice Brusasorci und stellt die Heiligen Antonius von Padua und Franz von Assisi dar. In einer Seitenkapelle steht ein Altar mit dem Bild der Himmelfahrt Mariens. Im Klostergebäude sind Freskenreste vom Vorgängerbau aus dem 14. und 15. Jahrhundert erhalten. Kloster, Kirche und Garten stehen seit 1977 unter Denkmalschutz.